# Бок, Дерек Кёртис
Дерек Кёртис Бок (англ. Derek Curtis Bok, род. 22 марта 1930) — президент Гарвардского университета в 1971—1991 годах, после отставки Ларри Саммерса в июле 2006 года в течение года исполнял обязанности президента Гарвардского университета. Автор книг по проблемам высшего образования и внутренней политики США.

## Биография
Дерек Бок родился в городе Брин-Мар (штат Пенсильвания). Профессиональное образование получил в Стэнфордском университете (1951, бакалавр), в Гарвардской школе права (1954, доктор права). Затем продолжил образование в Парижском институте политических исследований и в Университете Джорджа Вашингтона (1958, магистр).
С 1958 года преподавал в Гарвардской школе права, в 1968—1971 годах декан Гарвардской школы права, в 1971—1991 годах президент Гарвардского университета, в 2006—2007 годах исполнял обязанности президента Гарварда.
После отставки с поста президента продолжал преподавать в Высшей школе образования и в Школе управления им. Джона Ф. Кеннеди Гарвардского университета.

## Семья
- Жена — Сиссела Бок (род. 1934), американский философ и этик шведского происхождения, дочь двух лауреатов Нобелевской премии шведского экономиста Гуннара Мюрдаля (1974, экономика)  и шведского дипломата, политика и социолога Альвы Мюрдаль (1982, премия мира), сестра шведского журналиста, писателя и политического деятеля Яна Мюрдаля.
- Дочь — Хилари Бок[англ.] (род. 1959), профессор биоэтики, морали и политической теории Университета Джонса Хопкинса.
- Двоюродный брат — Гордон Бок (род. 1939), американский фолк-музыкант, автор и исполнитель.

## Книги
- За пределами башни из слоновой кости (1984)
- Высшее образование (1986)
- Университеты и будущее Америки (1990)
- Положение государства (1997)
- Форма реки (1998)
- Проблемы с правительством (2001)
- Университеты на рынке (2003)
- Колледжи ниже своих возможностей (2005)
- Борьба за реформирование наших колледжей (2017)